# Ami Mizuno
Czarodziejka z Merkurego (jap. セーラーマーキュリー Sērā Mākyurī; Sailor Mercury) – fikcyjna postać z serii mang i anime Sailor Moon autorstwa Naoko Takeuchi. Jej imię to Ami Mizuno (jap. 水野 亜美 Mizuno Ami), można tłumaczyć także jako "Piękno Wody".
Czarodziejka z Merkurego jako pierwsza z wojowniczek dołączyła do Czarodziejki z Księżyca, pełni funkcję "stratega" grupy. Jej moce są związane z żywiołem wody, może używać swojego superkomputera do szybkiej analizy wroga podczas walki. Oprócz głównej części serii Sailor Moon, Ami wystąpiła w swoim własnym opowiadaniu, w mandze pt. Ami's First Love. Pierwotnie historia była opublikowana w tomie 14 mangi, było to jedno z trzech opowiadań z przeznaczeniem na "Special" do serii anime.

## Opis postaci
| Pierwsze wystąpienie   |        |             |             |
| Forma                  | Manga  | Anime       | Live-action |
| Ami Mizuno             | Akt 2  | Odcinek 8   | Akt 1       |
| Sailor Mercury         | Akt 2  | Odcinek 8   | Akt 2       |
| Dark Mercury           | —      | —           | Akt 21      |
| Super Sailor Mercury   | Akt 35 | Odcinek 143 | —           |
| Księżniczka Merkury    | Akt 41 | —           | —           |
| Eternal Sailor Mercury | Akt 42 | —           | —           |
| Evil Sailor Mercury    | Akt 50 | —           | —           |

Seria przedstawia Ami Mizuno jako 14-letnią uczennicę, żyjącą w dwudziestowiecznym Tokio i uczącą się w Jūban Junior High School w dzielnicy Minato. Jedną z najbardziej podkreślanych cech Ami jest jej niezwykła inteligencja – według jej znajomych z klasy, jej IQ wynosi 300; mówi także płynnie w języku angielskim. Jej rówieśnicy patrzą na nią z mieszaniną podziwu i niechęci, źle interpretując jej nieśmiałość jako snobizm, co sprawia jej kłopot z nawiązywaniem nowych przyjaźni.
W dzieciństwie nigdy nie nawiązywała bliskich znajomości. Była także postrzegana jako bystra dziewczyna, która umie się tylko uczyć. W rezultacie nabawiła się strachu przed odrzuceniem i uważała, by nikogo nie zranić, w obawie o stratę tej osoby. Uwielbia czytać i marzy o zostaniu lekarzem, jak jej matka. Pomimo że jest osobą skrytą i nieszukającą romantycznych relacji, w pierwszej serii była zauroczona (z wzajemnością swoim kolegą ze szkoły – Ryo Urawą. W serii Sailor Stars jest także zauroczona Taikim, jednym z zespoły Trzy Gwiazdy. Jest najlepszą przyjaciółką Usagi.
W anime Ami staje przed decyzją, dotyczącą możliwości studiowania w Niemczech – udaje się na lotnisko, lecz tuż przed wylotem zmienia zdanie i postanawia pozostać w Japonii i nadal walczyć ze złem wraz z przyjaciółkami. Oprócz czytania, Ami lubi grać w szachy i pływać w celu zrelaksowania się. Ami jest jedną z nielicznych dziewcząt w serii, której rodzinna sytuacja jest wyraźnie opisana w anime. Mieszka z matką Saeko, wziętą lekarką, której bardzo często nie ma w domu. Ojciec Ami nie został nazwany, ale w mandze i anime powiedziane jest, że jest podróżującym malarzem, który często wysyła jej obrazy zamiast listów. Jej rodzice są najprawdopodobniej rozwiedzeni, co jednak nie jest wyraźnie zaznaczone w anime, być może ze względu na to, że rozwody stanowią w Japonii tabu. W mandze matka Ami okazuje się być dość bogata. Pokazane jest jak Ami sprawdza wytrzymałość miecza, który wojowniczki otrzymały na Księżycu, używając go do przecięcia pierścionka z diamentem. Gdy reszta wojowniczek panikuje, ona uspokaja je mówiąc, że jej matka ma ich wiele więcej.

### Sailor Mercury
Ami dzięki Piórze Transformacji Merkurego potrafi zmienić się w Sailor Mercury. Nosi strój w odcieniach koloru niebieskiego. Jej osobowość nie różni się od tej sprzed transformacji, chociaż posiada pewne specjalne umiejętności. W języku japońskim planeta Merkury nosi nazwę Suisei (jap. 水星): pierwsze kanji znaczy "woda", a drugie wskazuje na obiekt astronomiczny. Choć użyto rzymskiej nazwy planety, moce Sailor Mercury opierają się na wodzie ze względu na ten aspekt japońskiej mitologii.
Z czasem staje się znacznie silniejsza i potężna, Sailor Mercury zyskuje dodatkowe moce. Pierwsza zmiana ma miejsce w 35 akcie mangi, kiedy zdobywa Mercury Crystal, jej strój staje się podobny do stroju Super Sailor Moon. Nie podano nazwy transformacji. Ami także przemienia się w Sailor Mercury dzięki Pałeczce Transformacji Merkurego, a jej trzecią i ostatnią przemianą w anime jest Super Sailor Mercury dzięki Pałeczce Kryształowej Transformacji Merkurego. Ostatnią transformacją Ami jest Eternal Sailor Mercury, pojawia się ona tylko w mandze i jest najdoskonalszą postacią Senshi.

### Dark Sailor Mercury
W PGSM, Ami zostaje porwana przez Królestwo Ciemności i staje się Dark Mercury. Ta forma pojawia się w 21 akcie jako sługa Kunzite. Dark Merkury powstaje, gdy Kunzite wystawia ją bezpośrednio na działanie mocy Królowej Metalii, co powoduje drastyczne zmiany jej osobowości, zmienia się również jej strój. Powróciła do siebie dopiero w akcie 28, gdy zrozumiała, jak zraniła Sailor Moon. Nie pamiętała nic, co robiła jako Dark Mercury.

### Księżniczka Merkury

Symbol Merkurego.

Księżniczka Merkury  (jap. プリンセス・マーキュリー Purinsesu Mākyurī; Princess Mercury) – w mandze Ami była Księżniczką na swojej rodzinnej planecie – Merkurym. Była także obrończynią Księżniczki Serenity. W mandze była związana z Zoisite. Jeszcze za czasów Srebrnego Millenium jako księżniczka mieszkała w zamku Mariner Castle – zamku orbitującym wokół Merkurego. Królowa Serenity dała go jej, kiedy Księżniczka się urodziła.

## Transformacja

### Anime
- Mercury Power, Make Up! (jap. マーキュリー・パワー・メイク・アップ Mākyurī Pawā Meiku Appu; Potęgo Merkurego, działaj!)[3]
- Mercury Star Power, Make Up! (jap. マーキュリー・スター・パワー・メイク・アップ Mākyurī Sutā Pawā Meiku Appu; Gwiezdna Potęgo Merkurego, działaj!)[5]
- Mercury Crystal Power, Make Up! (jap. マーキュリー・クリスタル・パワー・メイク・アップ Mākyurī Kurisutaru Pawā Meiku Appu; Kryształowa Potęgo Merkurego, działaj!)[11]

### Manga
- Mercury Power, Make Up! (jap. マーキュリー・パワー・メイク・アップ Mākyurī Pawā Meiku Appu; Potęgo Merkurego, Przemień Mnie!)
- Mercury Star Power, Make Up! (jap. マーキュリー・スター・パワー・メイク・アップ Mākyurī Sutā Pawā Meiku Appu; Gwiezdna Potęgo Merkurego, Przemień Mnie!)
- Mercury Planet Power, Make Up (jap. マーキュリー・プラネット・パワー・メイク・アップ Mākyurī Puranetto Pawā Meiku Appu; Planetarna Potęgo Merkurego, Przemień Mnie!)[16]
- Mercury Crystal Power, Make Up! (jap. マーキュリー・クリスタル・パワー・メイク・アップ Mākyurī Kurisutaru Pawā Meiku Appu; Kryształowa Potęgo Merkurego, Przemień Mnie!)

## Ataki
- Shabon Spray! / Bubble Spray! (jap. シャボン・スプレー Shabon Supurē; Mydło, Powidło!)[3]
- Shabon Spray Freezing! / Bubble Spray Freezing! (jap. シャボン・スプレー・フリージング Shabon Supurē Furījingu; Mydło, Powidło, Lód!)[17]
- Shine Aqua Illusion! (jap. シャイン・アクア・イリュージョン Shain Akua Iryūjon; Błyszcząca woda siły doda!)[5]
- Mercury Aqua Rapsody! (jap. マーキュリー・アクア・ラプソディー Mākyurī Akua Rapusodī; Wodna Rapsodia!)[11]
- Mercury Aqua Mirage! (jap. マーキュリー・アクア・ミラージュ Mākyurī Akua Mirāju) (użyty tylko w odcinku specjalnym)

## Przedmioty

### Transformacja
- Pióro Transformacji Merkurego (jap. マーキュリー変身ペン Mākyurī Henshin Pen; Mercury Transformation Pen) – przypomina zwykłe pióro, ale jest zakończone małym, niebieskim kamieniem, który świeci się w czasie transformacji. Ami dostaje je, gdy Yuma Garoben próbuje zabrać jej energię. Luna rozpoznaje w niej wojowniczkę i ofiarowuje jej pióro. Dzięki niej Ami zmienia się w Sailor Mercury[4].
- Pałeczka Gwiezdnej Transformacji Merkurego (jap. マーキュリー・スター・パワー・スティック Mākyurī Sutā Pawā Sutikku; Mercury Star Power Stick) – różdżka z niebieską rękojeścią, zwieńczoną złotą koroną oraz ze złotą główką w kształcie pięcioramiennej gwiazdy z niebieskim kamieniem w środku. Ami nie otrzymuje jej, jak reszta dziewczyn, z rąk Luny i Artemisa, ale od Chibiusy i Mamoru, którzy jadą po nią na lotnisko, gdy ma wyjeżdżać na stypendium. Jak i pióro, pozwala Ami zmieniać się w Czarodziejkę z Merkurego, która jednak posiada większą moc i silniejsze ataki[18].
- Pałeczka Kryształowej Transformacji Merkurego (jap. マーキュリー・クリスタル・チェンジ・ロッド Mākyurī Kurisutaru Chenji Roddo; Mercury Crystal Change Rod) – różdżka o różowej rękojeści ze złotymi zdobieniami i niebieskawymi skrzydełkami, zwieńczona niebieskim kryształem, na którym znajduje się jeszcze główka w postaci złotej pięcioramiennej gwiazdy. Czarodziejka otrzymuje ją, gdy Pegaz swoją mocą zmienia poprzednią pałeczkę). Ta różdżka pozwala Ami zmieniać się w Super Sailor Mercury, która jest ostateczną formą Czarodziejki w anime[14].
- Kryształ Merkurego (jap. マーキュリー・クリスタル Mākyurī Kurisutaru; Mercury Crystal) – kryształ Senshi. Ami użyła go do transformacji w Eternal Sailor Mercury.

### Ataki
- Wodna Harfa Merkurego (jap. マーキュリー・ハープ Mākyurī Hāpu; Mercury Harp) – przedmiot w kształcie harfy/liry używany przez Super Sailor Mercury, a w mandze również przez Eternal Sailor Mercury, do przeprowadzania ataku Mercury Aqua Rhapsody[14]. Gdy Czarodziejka gra na tym instrumencie oraz wypowiada zaklęcie, wywołuje emisję wodnych strumieni, wydobywających się z wnętrz przedmiotu. W mandze Mercury zdobywa go podczas bitwy z Fish Eye, natomiast w anime po raz pierwszy pojawia się, gdy Czarodziejka walczy z VesVes. Należy zaznaczyć, iż w mandze przedmiot jest rzeczywistym instrumentem, natomiast w anime składa się on z wody. Symbol harfy widoczny jest także na Kryształowej Pałeczce Transformacji Merkurego.

### Inne
- Urządzenia Komunikacyjne (jap. 通信機 Tsūshin-ki; Communication Device)
- Zegarek Komunikacyjny (jap. 腕時計型の通信機 Udedokei Kata no Tsūshin-ki; Communication Watch)
- Wirtualne Okulary (jap. マーキュリー・ゴーグル Mākyurī Gōguru; Mercury Goggle)
- Super Komputer (jap. スパー・コンピュター Supā Konpyutā; Super Computer)[19]

## Aktorki
W pierwszym anime głosu Ami użyczyła Aya Hisakawa, a w serialu Sailor Moon Crystal – Hisako Kanemoto.
W musicalach Sailor Moon w jej rolę wcieliły się aktorki: Ayako Morino, Yukiko Miyagawa, Hisano Akamine, Mariya Izawa, Chieco Kawabe, Manami Wakayama, Miyabi Matsuura, Momoyo Koyama oraz Yume Takeuchi.
W serialu Bishōjo senshi Sailor Moon rolę Ami odegrała Chisaki Hama oraz Kanki Matsumoto (jako mała Ami).

## Odbiór
W 1993 roku, w 15. Anime Grand Prix, organizowanym przez magazyn Animage, postać Ami Mizuno zajęła 1. miejsce w kategorii: najlepsza postać żeńska. Rok później zajęła miejsce drugie, a dwa lata później – piąte. W pierwszym oficjalnym sondażu popularności postaci z serii Sailor Moon, Sailor Mercury była czwartą najbardziej popularną postacią z trzydziestu ośmiu pozycji.